# Brunkronad lärka
Brunkronad lärka (Calandrella eremica) är en nyligen urskild fågelart i familjen lärkor inom ordningen tättingar. Den förekommer på båda sidor om Adenviken, på sydvästra Arabiska halvön samt Afrikas horn. IUCN kategoriserar den som livskraftig. Tidigare behandlades den som underart till rostkronad lärka (C. blanfordi)

## Utseende
Brunkronad lärka är en medelstor lärka (12,5-13,5 cm) med rostfärgade hjässfjädrar som den kan resa i en kort tofs. Fågeln är mycket lik rostkronad lärka (som den tidigare ansågs som en del av, se nedan) men är något mindre, mindre rostfärgad på övergumpen, mycket blekare ovan och blekare näbb samt tydligt renare undertill med mycket otydligare svartaktig halsfläck och bara lätt beige på bröst och buk istället för rödbrun.

## Läte
Bland lockläten hörs torra "grlit-drlit” i flykten, men även ett kvittrande "pit-wit-pit", ett "peeeep", ett mjukare "tsru" och kornsparvlika "ptk". Sången från fåglar på Arabiska halvön (nominatformen, se nedan) som utförs i sångflykt beskrivs i engelsk litteratur som upprepade ”chew” uppblandade med lockläten och mer flytande fraser. Fåglar i Afrika sjunger tydligen påminnande om korttålärka, möjligen med än mindre inslag av härmningar.

## Utbredning och systematik
Fågeln delas in i två underarter med följande utbredning.
- Calandrella eremica eremica – sydvästra Saudiarabien och Jemen
- Calandrella eremica daaroodensis – nordöstra Etiopien och norra Somalia

Den betraktades tidigare som en underart till rostkronad lärka (C. blanfordi) och vissa gör det fortfarande. Genetiska studier visar dock att den visserligen är systerart till blanfordi, men att dessa skildes åt för över fyra miljoner år sedan. Artparet brunkronad och rostkronad lärka är systergrupp till övriga arter i släktet.

## Levnadssätt
Arten förekommer i öppna marker med kortgräs och bar mark, i både steniga och platta miljöer. Den tros inta olika sorters frön och små ryggradslösa djur, men födan är i princip inte dokumenterad. Likaså är kunskapen om dess häckningsbiologi bristfällig, men observationer av bobygge, sång och flygga ungar har gjorts mars till maj.

## Status
Arten har ett stort utbredningsområde och internationella naturvårdsunionen IUCN kategoriserar arten som livskraftig. Beståndsutvecklingen är dock oklar.